# Farinata
Farinata (v janovském nářečí fainâ) je druh slaného koláče pocházející z italské kuchyně. Recept vznikl v oblasti Ligurie, rozšířil se však také do dalších částí Itálie (Toskánsko, Sardinie) i do Jižní Ameriky. V jihovýchodní Francii je obdobné jídlo známé pod názvem socca. 
Podobné placky byly pokrmem prostého lidu již v antických dobách, ale legenda připisuje vznik pokrmu námořní bitvě u Melorie v roce 1284, kdy se na jedné lodi janovské flotily v bouři smíchala mouka a olej s mořskou vodou a uschla na slunci; z nouze se námořníci museli živit vzniklou hmotou, která jim však překvapivě zachutnala. Název pokrmu je odvozen od italského slova farina (mouka).
Farinata se připravuje z cizrnové mouky, olivového oleje, vody a soli. Základní suroviny je možno podle chuti doplnit různým kořením, rozmarýnem, cibulí, česnekem, artyčoky nebo sýrem. Řídké těsto se pak nalije na měděnou pánev a v rozpálené troubě se z něj rychle upeče placka o výšce 0,5–1 cm. Hotová farinata se nakrájí na dílky a může se jíst samotná nebo s různými omáčkami a pomazánkami, často se k ní podávají také ryby, sýry, uzeniny nebo lilek, zapíjí se vínem, zpravidla růžovým. Po vychladnutí může sloužit místo pečiva, osmažené kousky farinaty se také používají jako krutony do salátů nebo polévek. Farinata se v Itálii prodává na ulicích jako rychlé občerstvení, dá se také koupit v obchodech jako polotovar.
Krajovou variantou je farinata bianca neboli turtellassu, která se připravuje v Savoně a v níž se většina cizrnové mouky nahrazuje moukou pšeničnou.